# Goniothalamus cleistogamus
Goniothalamus cleistogamus är en kirimojaväxtart som beskrevs av William Burck. Goniothalamus cleistogamus ingår i släktet Goniothalamus och familjen kirimojaväxter. Inga underarter finns listade i Catalogue of Life.